# Medicinalväxt
Medicinalväxter är växter som används som läkemedel, eller som man framställer läkemedel ur. Artepitetet officinalis har använts för att beteckna att en växt är officinell, det vill säga fanns med i de listor över växter som borde finnas tillgängliga i officinen (apotekslokalen), till exempel Melissa officinalis (citronmeliss). Det är först sedan början av 1900-talet som medicinalväxternas tidigare framträdande roll vid botandet av sjukdomar och lindring av symptom har minskat till förmån för industriellt producerade läkemedel med syntetiska verksamma ämnen, vilka har kommit att dominera åtminstone i väst. 

I många länder vänder sig människor fortfarande till naturen för att hämta läkemedel mot mindre allvarliga åkommor, till exempel i Kina och Tyskland, där man länge har använt medicinalväxter. Vissa växter har fortfarande kvar sin medicinska betydelse, till exempel opievallmo (Papaver somniferum), ur vilken man kan isolera morfin, som används som smärtlindrande medel inom sjukvården. Användandet av växtbaserade läkemedel har ökat på senare tid i I-länder. Rörelser såsom antroposofisk medicin, new age och hippiekulturen har förespråkat användandet av naturliga produkter, inte minst såsom läkemedel. Inom EU ställs samma kvalitetskrav på tillverkningen och säkerheten för växtbaserade läkemedel som för konventionella läkemedel. Många medicinalväxter säljs i Sverige under beteckningen kosttillskott, enär det saknas tillräckliga vetenskapliga bevis för effekt och/eller säkerhet. 

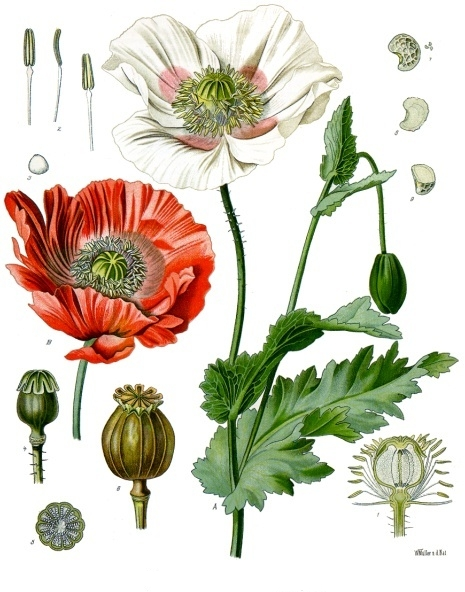
Opievallmo (Papaver somniferum), kanske den viktigaste medicinalväxten genom tiderna

## Historik
Man vet inte när människan började söka bot för sina sjukdomar, men man har antagit att detta pågått långt innan den neolitiska revolutionen. Ofta har sjukdomar setts som tecken på vredgade gudar, grymma demoner eller ondskefulla andar. Genom historiens gång har man även använt botemedel som har direkt skadlig effekt på kroppen, till exempel arsenik och kvicksilver. Trots dåliga förbindelser och bristande kommunikationer samt i många fall avsaknaden av skriftspråk, spreds kunskapen om läkeväxter snabbt, genom till exempel handelsvägar och folkvandringar. Ofta gavs växterna mystikfyllda namn, för att bevara de läkekunnigas hemlighet. Kunskaperna om läkeväxter har bevarats främst den muntliga vägen, från generation till generation, med skrift enbart som komplement.

### Läkekonst i forntiden
Genom att studera nutida naturfolk kan vi få en insikt om hur alla människor en gång levde, i närhet och symbios med naturen. Bland naturfolken ses sjukdomar oftast som onda andar och rituella handlingar för att driva bort dessa är således ett vanligt tillvägagångssätt, men medicinalväxter används som komplement, eller kan ibland utgöra hela behandlingen. Den som utövar denna typ av läkekonst är medicinmannen, som kan ses både som en präst, läkare och lärd man.
Allting i naturen som man såg som ovanligt, i form av färg, storlek, lukt, smak, form och tillgänglighet, tillskrevs magiska egenskaper eller läkande krafter. Många av dagens naturfolk besitter en stor kunskap om växternas läkande egenskaper. Många växter som vi brukade innan den neolitiska revolutionen har följt med oss genom historien och används fortfarande flitigt.

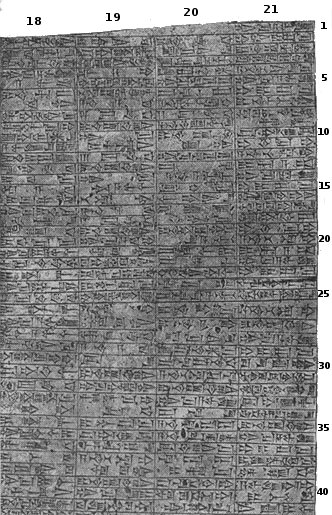
Lagarna som kung Hammurabi av Babylon stiftade, inristade på ett stenblock.

### Flodkulturerna
Där civilisationens vagga finns, i nuvarande Irak, mellan floderna Eufrat och Tigris, bodde sumererna 4000 f.Kr. Det var en högt utvecklad kultur, med en egen religion och eget skriftspråk, kilskriften. Tack vare lertavlor med kilskrift vet vi att sumererna använde örter som opievallmo, timjan (Thymus vulgaris) och lakritsrot (Glycyrrhiza glabra).
Babylonier och assyrier övertog så småningom den sumeriska kulturen. Babylon blev ett nytt kulturellt och religiöst centrum, under kungen Hammurabi. Han författade en mängd lagar om hur läkekonst skulle utföras. Dessa lagar finns inristade i sten, och på så vis vet man att förutom det som sumererna använt som nyttoväxter, även användes örter som saffran (Crocus sativum), koriander (Coriandrum sativum), äkta kanel (Cinnamomum verum) och vitlök (Allium saticum). Vitlök har bevisad antiseptisk effekt. Dessutom kunde man framställa växthartser ur växter som storax (Styrax officinalis) och galbanum (Ferula gummosa). Man gjorde dekokter, viner och använde örter för utvärtes bruk på sår, i form av salvor och liniment. Läkekonsten var starkt hopkopplad med religionen, och därför gick läkekonst och astrologi hand i hand. Präster kunde även studera levern hos ett offerdjur, för att ställa en diagnos på sjuka människor.

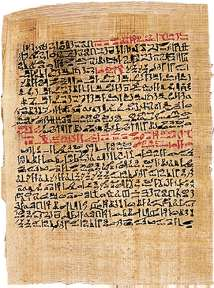
En del av Papyrus Ebers som beskriver hur man ska behandla cancer

### Egypten
Man har daterat början på den egyptiska civilisationen vid Nilen till 3000 f.Kr. Det var en avancerad kultur, som idag är känd för sina pyramider, faraoner och sin mytologi. Dagens kunskap om den egyptiska läkekonsten kommer från målningar och hieroglyfer i gravkammare, och i en mängd bevarade papyrusrullar. Den som är mest betydande för medicinen är Papyrus Ebers, namngiven efter en tysk egyptolog som köpte den av en arabisk man i Egypten 1872. I Papyrus Ebers finns 800 recept, samt en förteckning över 700 inhemska och utländska droger. Av dessa är många kända från flodkulturerna, men förteckningen omfattar även örter och droger såsom aloe, malört, bolmört, pepparmynta och hampa. Den äldsta bevarade teckningen av en medicinalväxt återfinns i Johnson-papyrusen. Egyptierna använde sig även av preparat från djurriket, i form av inälvor och exkrementer av olika slag, och ett flertal giftiga mineraler, såsom arsenik och kvicksilver.
I Papyrus Ebers finns recept på olika dekokter och infusioner, olika sorters piller, mos, salvor och plåster. Det finns även recept på rökelse, och konsten att tillverka kosmetiska produkter. Man använde mortlar, kvarnar, deglar och förvarade drogerna i glas- eller lerkärl. Drogerna i Papyrus Ebers är svåridentifierade på grund av att de har fått mystiska namn, så att inte prästernas kunskap skulle spridas. Dill heter till exempel "blod av Iris". Läkekonsten utövades nämligen endast av prästerna, i speciella rum i templen, där man blandade läkemedlen. Dessa följdes senare upp med böner och ritualer. Man bad till gudarna Ra och Thot, för att driva bort ondskans gud, Set.
En känd egyptisk personlighet var vesiren Imhotep. Utöver att vara faraons högra hand agerade Imhotep arkitekt, astrolog och läkare och upphöjdes efter sin död så småningom till läkekonstens gud. Under sin livstid lär Imhotep ha diagnostiserat och behandlat 200 olika sjukdomar och är en trolig författare till en omfattande manual för kirurgi. Imhotep ska ha ordinerat mögligt bröd mot olika sjukdomar, vilket kan ha fungerat som ett tidigt penicillin. Han kom även på idén att man ska stryka honung på sår, som i modern tid har bevisats vara bakteriedödande och håller smuts borta från såret.

### Antiken
Under antiken uppkom läror om läkandets former som kom att bli vedertagna i ett och ett halvt årtusende framöver, även om de reviderades och utvecklades under årens lopp.

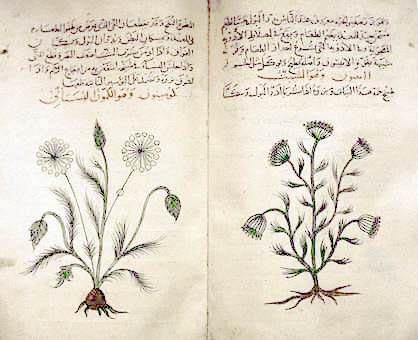
Dioskorides Materia Medica, i arabisk kopia, beskriver de medicinska egenskaperna som kummin och dill innehar.

I Grekland verkade på 400-talet f.Kr. Hippokrates, som i Väst länge kallats läkekonstens fader. I Corpus Hippocraticum finns hans idéer bevarade för eftervärlden. Det är från denna skrift, som det som senare kallades humoralpatologin stammar. Kroppens fyra kardinalvätskor gul galla, svart galla, slem och blod representerar de fyra elementen jord, eld, luft och vatten. Rubbas jämvikten mellan dessa kroppsvätskor – harmonin – blir man sjuk. Att återställa balansen var därför centralt i antikens läkekonst. Behandlingen bestod av en blandning av örtdroger och -preparat och/eller tappning på vätskor i överskott, som åderlåtning, svettningar, lavemang med mera, samt en stor del mystik, då människans väl och ve ansågs ligga i gudarnas händer. En sångare var ofta med vid insamlandet av växterna för att blidka de olika väsen som ansågs påverka växternas helande kraft.
De som i antikens Grekland samlade in växterna och preparerade dessa, rhizotomerna, var emellertid ej bundna till föreställningar om det övernaturliga, åtminstone vad beträffar deras yrkesutövning. Ritualerna hade dock troligen effekt på neuroser och hysteri, och var således möjligen verksamma, om än inte på det fysiska planet.
Hippokrates införde ett någorlunda naturvetenskapligt synsätt på läkekonsten. Han är också, direkt eller indirekt, upphovsman till den hippokratiska läkareden, där läkaren lovar att aldrig ge patienten gift eller fosterfördrivande medel.
Runt 300-talet f.Kr. fanns i Grekland två grupperingar inom medicinen: De spekulativa dogmatikerna som stödde sig på Platons läror, och empirikerna, som menade att kunskap som bygger på erfarenhet och praktik är till större hjälp för vetenskapen. "Sjukdomen botas inte genom prat utan med mediciner", hette det. Dessa mediciner var ofta beredda av allsköns ingredienser från växt-, djur- och mineralriket. Ett exempel på sådant är Antidotum Mithridaticum, som sägs ha uppfunnits av kung Mithridates, som levde i ständig skräck för förgiftning. Det innehåller många olika giftiga beståndsdelar och sägs skydda mot alla gifter. Det mest kända medlet är emellertid universalmedicinen Theriaca Andromachi, teriak på svenska, uppkallat efter upphovsmannen Andromachos från Kreta, den romerske kejsar Neros livläkare, och grekiska för "medel mot djurbett". Denna hyllade medicin var en vidareutveckling av ovan nämnda antidot, men sades inte bara skydda mot gift, utan alla kända sjukdomar och åkommor. Vissa ingredienser byttes ut, flera lades till, varav en del efter Andromachos död, så att den till sist bestod av mer än 60 olika ingredienser. Hjälper inte den ena ingrediensen, så hjälper de andra, filosoferade man. De mest verksamma ämnena var alkaloider från opievallmo, (Papaver somniferum).
Ordet apotek kan härledas till grekiskans "apotheke", som betyder förrådsrum eller bod, och var, i romersk form, namnet på vinförrådet i källaren. I samband med att det blev vanligt att romerskt rikemansfolk skaffade sig grekiska läkekunniga slavar, fick ordet en ny betydelse, då det förknippades med beredning av droger. Vilka växter som användes är känt tack vare att Aulus Celsus, en romersk patricier som inte själv var läkekunnig, skrev ner en förteckning, "De Medicina", på 250 olika växtdroger, deras användning och beredning. En annan romersk författare i ämnet var Gajus Plinius, som återgav dåtidens syn på vetenskapen, med mycket av mystik, fantasi och fabler. Dessa två verk visar de två delarna av antikens läkekonst: den ockulta och den vetenskapliga, som då var sammanfogade. Tecken- och talmagi, astrologi och religiösa riter var vanliga, liksom sedvänjan att, när åkomman i en viss kroppsdel botats, offra ett substitut av sagda kroppsdel i templet.
Andra relevanta personligheter i Romarriket var den framgångsrike Galenus, som vidareutvecklade Hippokrates idéer, och Dioskorides, båda greker. Dioskorides insatser kan jämföras med Celsus, men än mer ambitiösa. När han som läkare följde de romerska legionerna utforskade han alla potentiella växter som kom i hans väg, och i hans fem band av "De Materia medica" finns noggranna beskrivningar av och färgbilder på örter så långt bortifrån som Kina. Totalt finns cirka 500 växter och en del animaliska och kemiska preparat beskrivna, var man finner dem, hur de utvinns, vad de är verksamma mot och så vidare. Hans betydelse för medicinen som vetenskap är betydande eftersom han intresserade sig för varför vissa växter, mineral och djurdelar var verksamma mot sjukdomar, gifter med mera.
Efter Roms fall bevarades och utvecklades lärorna främst av kristna munkar och araberna och det dröjde länge innan någon vågade ifrågasätta dem. Naturligtvis kompletterades herbarierna med läkeväxter från andra delar av världen under denna tid, och den i arabvärlden viktigaste boken i ämnet var "Canon medicinae", skriven av Avicenna (egentligen Ibn Cina, 980–1037). Här skildes apotekarens och läkarens yrken åt. Araberna intresserade sig också i högre grad för den mänskliga anatomin än européerna, då den katolska kyrkan i praktiken förbjöd obduktion. Inte förrän efter medeltidens slut kom denna gren av vetenskapen att integreras med medicinen i Europa.

### Medeltiden
Medeltidens medicinalväxter i Sverige var dels de som växte vilt på plats, och vilkas egenskaper antingen var kända av kloka gummor eller gubbar, ofta sedan åtskilliga århundraden, eller upptäckts och dokumenteras av munkar och nunnor, dels de som senare nämnda tagit med sig exempelvis till Sverige från Frankrike och Mellanöstern. 

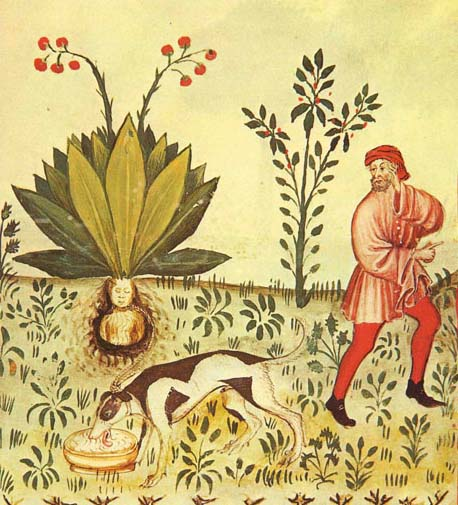
En medeltida illustration av Mandragoran

Under medeltidens Europa och närmaste omnejd förhärskade antikens idéer om hur hälsa bibehölls och återvanns. Munkar och nunnor kopierade och översatte böcker skrivna av främst greker och araber samt höll de gamla traditionerna och kunskaperna vid liv, såsom humoralpatologin och signaturläran. Den senare utvecklades på 1500-talet av schweizaren Paracelsus, och lärans inflytande nådde således sin kulmen efter medeltidens slut, men den förra var den allmänt accepterade teorin, och knappast någon läkare under dessa århundraden förnekade att de fyra kardinalsafternas harmoni var förutsättningen för hälsa. Sjukdom botades genom att återställa balansen, och tappning av vätskorna var vanligare än försök att stimulera återbildning av den kardinalsaft som var i undervikt. Till åderlåtning behövdes inga läkeväxter; knivliknande verktyg eller blodiglar var läkarens hjälpmedel i denna syssla, men blad, blommor och rötter av örter utgjorde lejonparten av de urindrivande, laxer- och kräkmedlen som nyttjades.
Emellertid hade örter eller extrakt och droger av dessa brukats till andra ändamål av såväl munkar som kloka gubbar och gummor, de senare ofta kallade häxor, trollkarlar och trollkonor, då endast klostren stod för den legitima läkekonsten. Eftersom tron på det övernaturliga var utbredd, gudomlig såväl som ogudaktig kraft, är det möjligt att man helt sonika accepterade att vissa örter hade medicinska egenskaper utan att man visste varför. Enligt signaturläran var de läkande växterna en Guds gåva till mänskligheten, och för att underlätta insamlingen och hanteringen av verksamma växter hade den gode Herren givit dem form eller egenskaper liknande den eller de åkommor som de ansågs bota. Detta, att medicin kopplats till religion, och att läkemedel ofta kompletterades av böner och bot, är en företeelse som har följt med under hela historien och fortfarande förekommer i många kulturer.
I Europa var det som ovan nämnt under medeltiden det var som mest uttalat. Örter som ansågs helande tillskrevs ofta rent magiska eller gudomliga egenskaper, som exempelvis alrunan (Mandragora). Johannesört är ett exempel på hur man gav medicinskt värdefulla växter namn efter helgon.
Munkarna var ofta mycket skickliga i helandets konst utifrån de förutsättningar de hade, och de genomförde till och med enklare kirurgiska ingrepp, men verksam behandling torde dock ha varit omöjlig utan de örter som odlades i klostren eller insamlades i skogar och hagar. Bland dessa finner man välkända kryddor som vitlök och salvia.
Kopplingen mellan kosthållning och hälsa är dokumenterad i gamla skrifter världen över. Därför är medicinalväxter också ofta använda som kryddor i mat. I Medeltidens Europa var exempelvis salvia högt skattad.
Kunskapen om läkande växter vaktades noga av de som behärskade den. Endast speciellt utvalda personer, som munkar, nunnor eller lärlingar till kloka gummor och gubbar, invigdes i hemligheterna, så att de inte skulle komma att missbrukas. Då liksom nu fanns också föreskrifter för hur läkemedel skulle beredas, och då i synnerhet teriak, ett arv från antiken bestående av över sextio olika ingredienser av vilka opium troligen var den mest verksamma. Teriak var ett universalmedel som ansågs bota allt.

När Gustav Vasa under 1500-talet konverterade Sverige till protestantismen försvann klostren och därmed den kunskap om medicinalväxter som fanns bevarad. Således behövdes ett substitut för den vård som tidigare erbjöds där, vilket medförde de första apotekens framväxt i Sverige; det första öppnades 1575 i Stockholm.

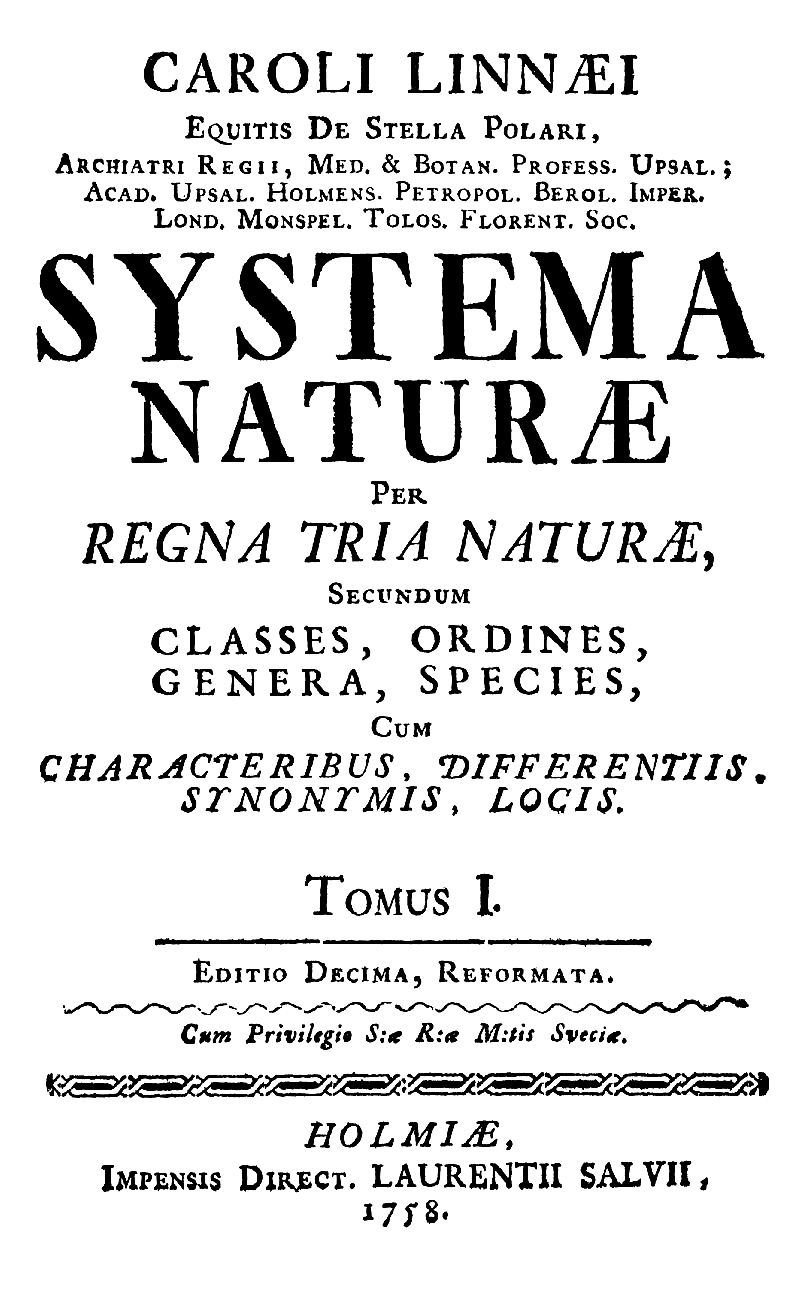
Förstasidan till Carl von Linnés Systema Naturae.

### Renässansen till 1900-talet
Christofer Columbus upptäckt av Amerika 1492 medförde att många nya medicinalväxter kunde introduceras i Europa. Bark från kinaträdet (Cinchona succirubra), som ursprungligen kommer från Sydamerika, var länge den enda boten mot malaria. Det utvecklades en kult kring kinin och medlet ansågs bota nästan alla sjukdomar. Numera lever det endast kvar som ingrediens i tonic. I Peru var det brukligt att tugga blad från kokabusken och detta bruk blev sedan det kokainmissbruk som numera finns över hela världen. Tobaksplantan, med dess verksamma ämne nikotin, samt guajakträdet (Guaiacum officinale) som ansågs bota syfilis (som anses ha kommit via Columbus expedition till Europa) kommer också ursprungligen från Sydamerika.
Samlad kunskap om läkande växter under renässansen kunde hittas i herbarier (örtaböcker). Tre tyska botaniker anses vara de första som skrev örtaböcker som trycktes. Hieronymus Bock, Otto Brunfels och Leonhart Fuchs utgav varsitt verk med beskrivningar och illustrationer av lokala (tyska) växter, samt ett antal främmande sådana. Jacob Tabernaemontanus, en lärjunge till Brunfels och Bock, lär ha skrivit en bok med beskrivningar på 3000 växter. (Olaus) Olof Bromelius, stadsläkare i Göteborg 1690, skrev den första svenska provinsfloran, där han beskriver 600 växter som växte vilt i trakterna kring Göteborg och nämner dem vid både den tidens latinska namn och motsvarande svenska sådana.
I Sveriges glesbygd var det oftast svårt att få hjälp av läkare eller besöka ett apotek i händelse av sjukdom under slutet av 1700-talet, vilket ledde till uppkomsten av så kallade "sockenapotek". J.A. Darelius vid Kongl. Collegium Medicum skrev även en bok med titeln "Socken-Apothek och någre Hus-Curer", vilket var behjälpligt i skapandet av sockenapoteken. Boken beskriver de vanliga medicinalväxterna som växer i Sverige, som anis, rölleka och humle, samt en del animaliska droger. Carl von Linnés systematisering och utforskning av både svensk och utländsk flora gjorde fler medicinalväxter tillgängliga för läkarvetenskapen.
Under 1800-talet ända till mitten av 1900-talet var folkmedicin ett viktigt och vanligt förekommande inslag i svensk sjukvård. Kloka gubbar och gummor frågades ofta om råd och recept, som inte alltid var vetenskapliga till sin karaktär. Kisa-mor var verksam under början av 1800-talet och var så framgångsrik att hon vann respekt även bland de etablerade läkarna. Mycket vidskeplighet existerade vid sidan av verksamma medicinalväxter, till exempel skulle avskrap från kyrkklockor bota sjukdom.

## Nutida användning
Idag används medicinalväxter i stort sett inte inom skolmedicinen i Sverige, där läkare istället använder sig av syntetiska verksamma ämnen, ibland identiska med de man tidigare hittat i en växt, eller olika derivat av sådana. Fördelen med detta är att doseringen blir mer exakt, då graden verksamt ämne i en växt kan variera kraftigt. Idag finns det ett antal godkända naturläkemedel (vilka kommer att föras över till grupper inom begreppet växtbaserade läkemedel) i Sverige, medan fyra produkter har tillfälligt försäljningstillstånd av Läkemedelsverket. Enligt Apoteket använder sig dock cirka 10 % av svenskarna någon gång av växtbaserade läkemedel och naturläkemedel som komplement till konventionell behandling.

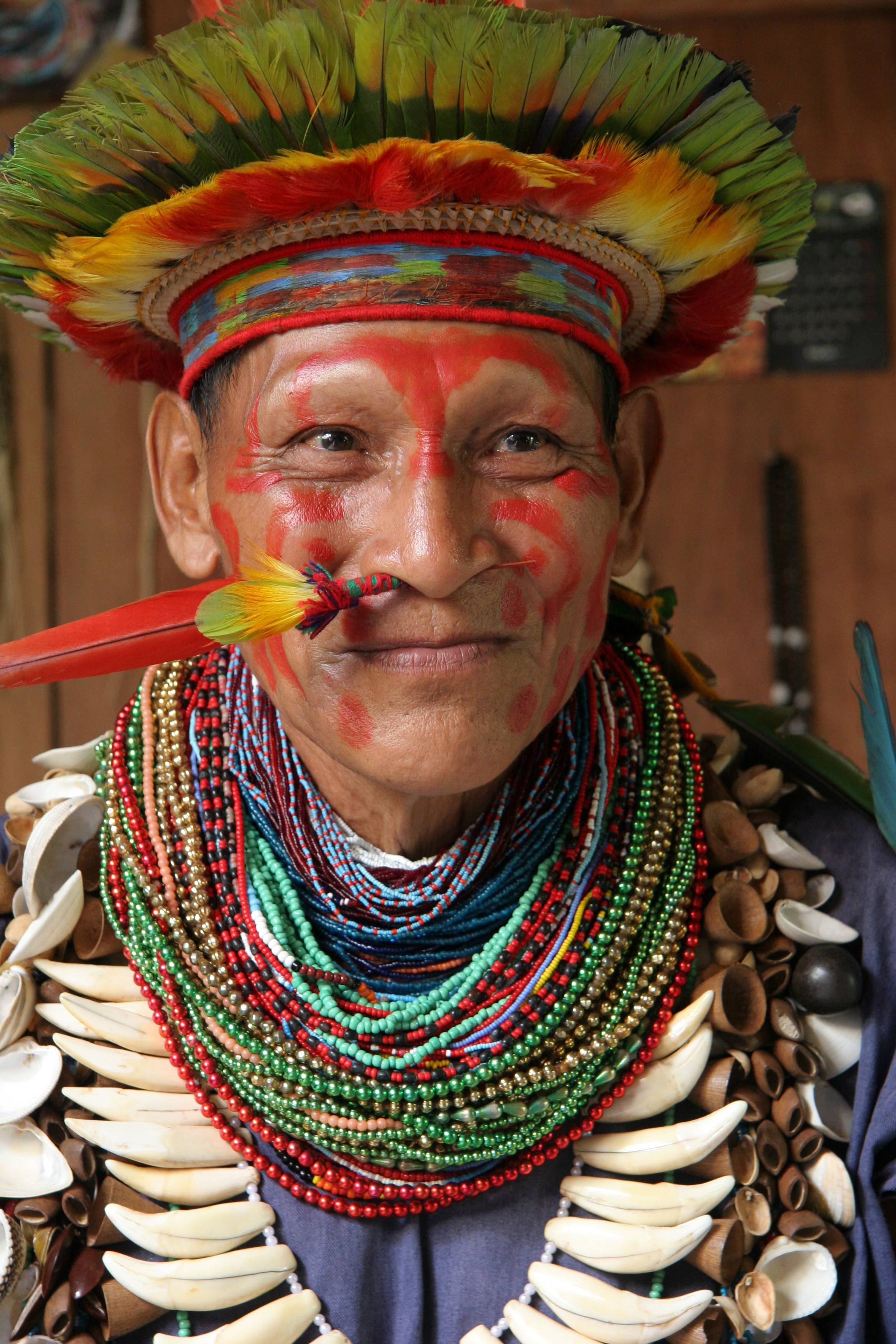
En shaman från ursprungsbefolkningen i Amazonas regnskog.

I Tyskland och Kina skriver dock läkare fortfarande ut preparat gjorda på medicinalväxter och populariteten av dessa har inte minskat. Enligt WHO förlitar sig cirka 80 % av alla människor sig på jorden av traditionell naturmedicin istället för skolmedicinens läkemedel på grund av ekonomiska och kulturella orsaker. Många västländer har även örtmedicinen som ett komplement till den konventionella vården. I Tyskland har 90 % av befolkningen någon gång använt växtbaserade läkemedel som komplement. Medicinalväxter utgör huvuddelen av behandlingen i medicinska system såsom:
- Ayurvedisk medicin i Indien
- Traditionell kinesisk medicin
- Shamanistisk medicin
- Unani-tibb-medicin, en slags blandning mellan arabisk, grekisk och ayurvedisk medicin
- Samt inom olika religioner och livsfilosofier som praktiseras i väst, till exempel New Age och antroposofi.

Växtbaserade läkemedel skiljer sig från konventionell medicin på ett par punkter. De kan i enlighet med stöd i traditionell användning registreras med Läkemedelsverket som traditionella växtbaserade läkemedel, exempelvis baserade på monografier upprättade av Herbal Medicinal Product Committee vid EMEA (EU:s motsvarighet till Läkemedelsverket). Om det finns stort vetenskapligt stöd för användningen, till exempel från kliniska prövningar, kan de godkännas av Läkemedelsverket på samma grunder som för syntetiska läkemedel. Det tidigare svenska begreppet naturläkemedel omfattar numer endast produkter baserade på djurdelar (exempelvis fiskolja), bakteriekulturer (exempelvis mjölksyrebakterier) och mineraler (exempelvis magsyreneutraliserande salter).
Traditionella växtbaserade läkemedel är än så länge också hänvisade till så kallade egenvårdsindikationer, det vill säga sjukdomstillstånd som man kan diagnosticera själv, inte behöver söka läkarvård för och som man själv kan friskförklara sig för.

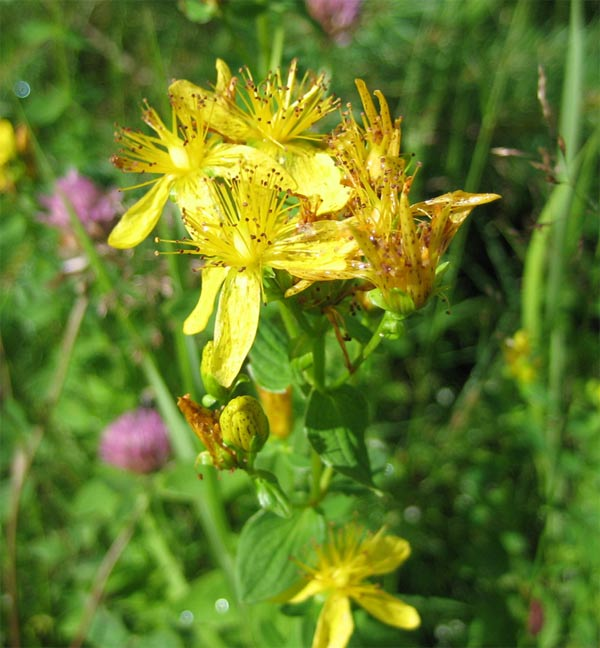
Äkta johannesört (Hypericum perfoliatum), som man länge använt för att krydda brännvin.

### Traditionella och folkliga användningsområden
- mot matsmältningsproblem, till exempel citronmeliss, (Melissa officinalis), som också finns i växtbaserade läkemedel mot insomningsbesvär;
- mot sömnsvårigheter och oro, till exempel läkevänderot (Valeriana officinalis), godkända läkemedel baserade på vänderot är till exempel Neurol och Baldrian-Dispert;
- som uppiggande medel, till exempel äkta johannesört (Hypericum perforatum), vars tidigare godkända naturläkemedel har indikationer som "lätt nedstämdhet";
- hjärtmedicin, till exempel fingerborgsblomma, (Digitalis purpurea), vilket fortfarande används i de konventionella läkemedlen för hjärtsvikt;
- infektionshämmande, till exempel vitlök (Allium sativum);
- hudbesvär, till exempel arter i aloesläktet (Aloe), även om den traditionella/ursprungliga användningen var som laxermedel.

### Medicinalväxter i läkemedelsforskning

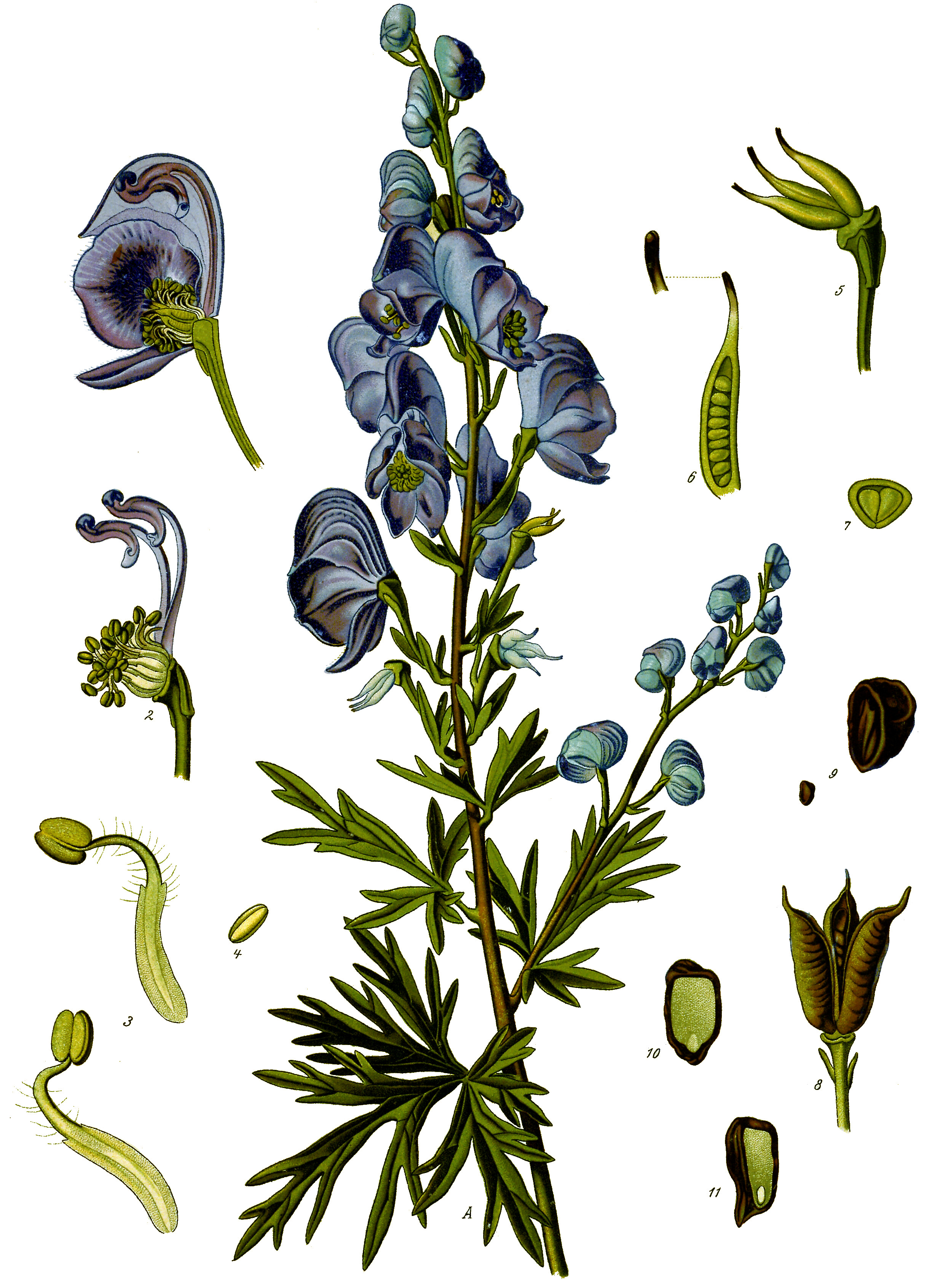
Äkta stormhatt (Aconitum napellus), som innehåller den giftiga alkaloiden akonitin.

Läkemedelsföretagen bedriver idag forskning på medicinalväxter, främst i de tropiska regionerna. Potentialen att hitta nya verksamma ämnen som kan användas är större där, då floran har fler arter av vilka många fortfarande inte har blivit kartlagda. Exempel på preparat vilka har sin grund i växter kan nämnas substansen paklitaxel (i preparatet Taxol®), som hämtats från Stillahavsidegranen (Taxus brevifolius). Detta används idag mot bröst– och äggstockscancer. Ett annat exempel på varför medicinalväxtforskning är viktig kommer från Rauvolfia serpentina, som i Indien länge använts mot högt blodtryck och oro. Under 1900-talet upptäckte man att det verksamma ämnet reserpin framkallade depressionssymptom vid behandlingen hos vissa patienter. Denna biverkan gav läkemedelsföretagen en modell för att forska fram antidepressiva läkemedel, genom att försöka förhindra uppkomsten av depressionerna. Ytterligare ett ämne är galantamin, som först isolerades och beskrevs från snödroppar (Galanthus), och som numera används i form av läkemedlet Reminyl vid alzheimers sjukdom. Idag hämtar man galantamin från påskliljor. Att framställa derivat av ämnen, som man hittat i växter, är ingenting nytt. Man uppskattar att allt ifrån 25 % till 50 % av de skolmedicinerna som används i västvärlden idag, innehåller substanser isolerade från växter eller derivat av dessa. 
Förlusten av biodiversitet, till exempel skövlingen av regnskog, utgör ett stort hot för att potentiella läkemedelssubstanser förloras. Man uppskattar att endast 1 % av världens flora har blivit analyserad av forskare, i den egenskapen att man sökt efter medicinskt verksamma ämnen.

### Risker
Användningen av medicinalväxter är förenat med risker. Många växter innehåller farliga toxiner, till exempel äkta stormhatt (Aconitum napellus), som är en vanlig trädgårdsväxt. Precis som med vanliga läkemedel, gäller det att man inte använder preparat utan att först konsultera bipacksedeln eller sjukvårdspersonal. Att gå ut i skogen och plocka medicinalväxter som man sedan gör preparat av är inte helt riskfritt. Många växter liknar varandra men kan ha helt olika effekter på människokroppen.
Medicinalväxter kan även ha egenskaper som påverkar andra läkemedel, till exempel kan johannesört försämra effekten av warfarin och p-piller och förstärka biverkningar av konventionella antidepressiva läkemedel. På så sätt kan man göra en behandling med vanliga mediciner verkningslös eller rent av farlig genom intag av produkter innehållande medicinalväxter. Generellt är det viktigt att vara försiktig med dosering, samt att alltid uppsöka läkare vid allvarliga besvär istället för att självmedicinera.

## Verksamma ämnen
Det som ger en medicinalväxt dess medicinska egenskaper är dess sammansättning av verksamma ämnen, det vill säga typ och proportion till varandra. Man brukar dela upp ämnena i ett antal grupper, varje med speciell kemisk sammansättning och verkan. En del används som vattenlösningar och andra är opolära och behöver därför lösas i fett. Ämnena med starkast verkan är också de som, beroende av dos, kan verka som gifter. Ämnenas koncentration varierar med tiden, jordmånen samt mellan växtens olika delar.

Atropin, en alkaloid.

### Alkaloider
Alkaloider definieras som naturligt förekommande kvävehaltiga ämnen som, när de löses i vatten, ger upphov till en basisk lösning. Alkaloiderna finns i hela växten, men mest i de delar av växten som oftast utsätts för angrepp (dvs bark, blad och frukter) Flertalet alkaloider är fasta, kristalliserade färg- och luktlösa. Nästan alla högre utvecklade växter och vissa svampar (till exempel mjöldryga, Hypocraeaceae) använder sig av denna ämnesgrupp i försvarssyfte. Alkaloider är de ämnen som verkar kraftigast på människor och djur, vilket innebär att de finns i förhållandevis liten mängd.

Nikotin, som tobaksrök innehåller.

Växterna producerar inte bara en alkaloid, utan använder sig av många som samverkar. Opievallmo (Papaver somniferum) är den mest kända alkaloidväxten, med över sex medicinskt verksamma alkaloider, bland andra morfin och kodein. Alla alkaloidproducerande växter har den teoretiska möjligheten att ha medicinsk verkan, men bara ett fåtal verkar gynnsamt vid rätt dos. Alla alkaloider är giftiga vid för höga doser. De används i huvudsak som kramplösande, smärtstillande och hostlindrande medel. Några kända alkaloider är nikotin, morfin, koffein, atropin och kokain.
Nikotinets och koffeinets uppiggande verkan beror på att ämnena blockerar kroppens ADP-receptorer, vilket gör att kroppen inte känner av energibrist. Tobaksplantan (Nicotiana sp.) använder nikotinet för att hämma tillväxten för konkurrerande växter, vilket gör nikotin till ett ytterst effektivt ogräsmedel. Nikotin finns dock även hos tomat (Solanum lycopersicum) och potatis (Solanum tuberosum), men i små mängder. I potatisplantan är det istället atropin som i huvudsak utgör det giftiga i bladen.

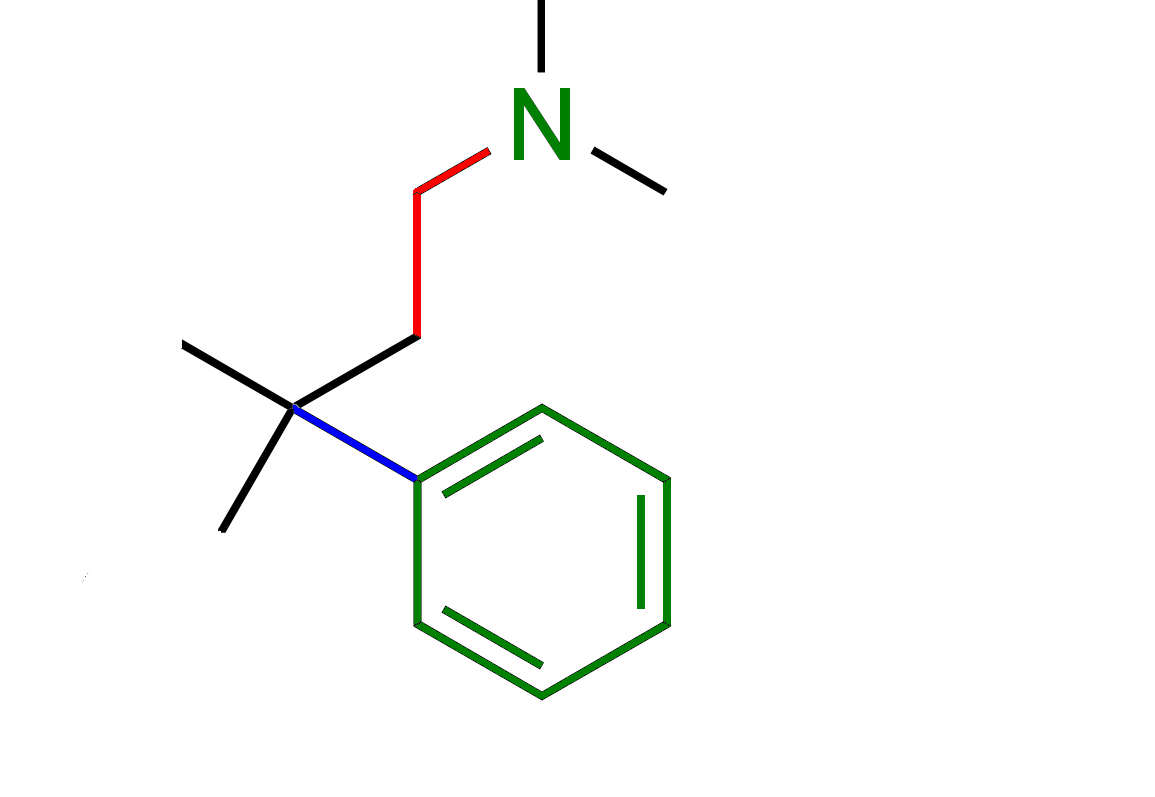
Enligt morfinregeln binder en aromatisk kolkedja (grön) till en kolatom (blå), som binder till ytterligare två kolatomer (röd), som binder till en kväveatom (grön).

Morfin är den mest använda alkaloiden inom medicinen och används fortfarande som bedövningsmedel, dock i mindre grad än tidigare. Anledningen till den minskade användningen är dess beroendeframkallande egenskaper. Forskare har knäckt "koden" för morfin, vilket har inneburit mycket forskning på morfinliknande ämnen som har samma narkotiska verkan, men som inte är beroendeframkallande i lika hög grad. Regeln är att en aromatisk ring binder till den fjärde kolatomen i en kedja, som i sin tur binder till två kolatomer som binder ett teriärt kväve (se bild).

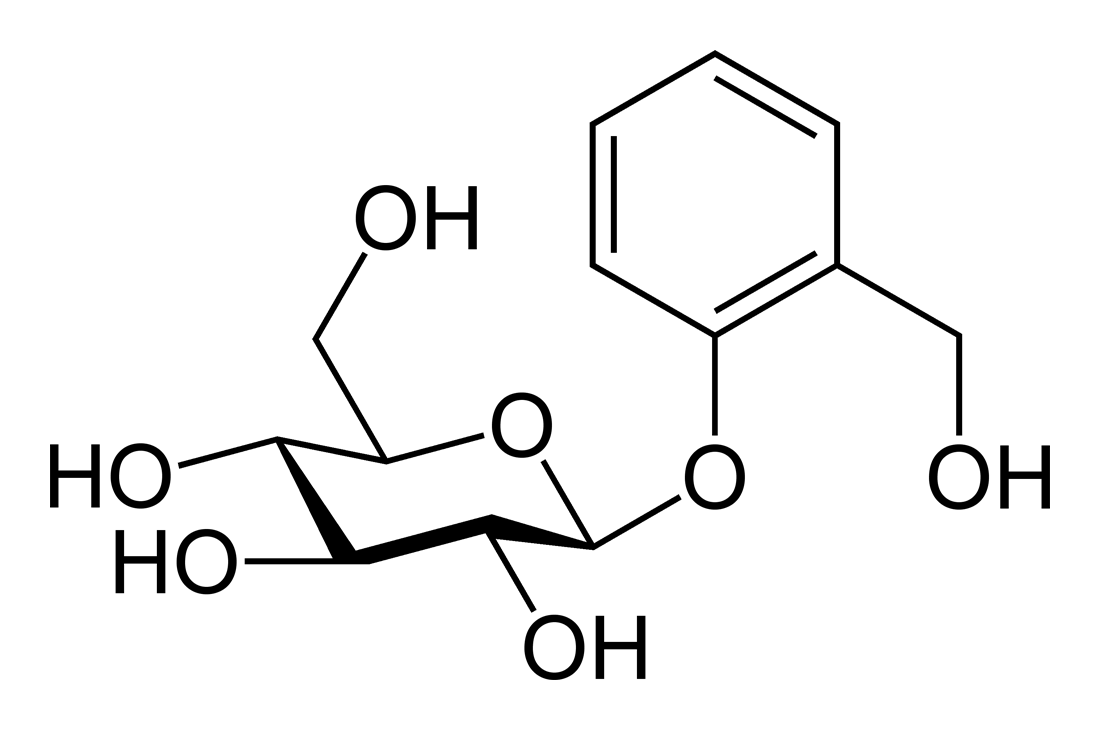
Salicin, en glykosid.

### Glykosider
Glykosider är organiska ämnen från växtriket som bildas vid en jämviktsreaktion mellan en monosackarid och en alkohol med syrakatalys. Glykosiderna finns i växtroten. Liksom alkaloider påverkar även glykosider människor och djur i hög grad vid små doser. Många glykosider har ingen medicinsk verkan utan är rena gifter. De sönderfaller inte i vatten, men under syrakatalys i vatten kan monosackariden återbildas. De delar av glykosiden som inte är sockerarter kallas för aglykon och binds vanligen med syre, men också svavel-, kväve- och kolbindningar förekommer.
Glykosider som förekommer i vissa arter i digitalissläktet (Digitalis) användes tidigare som hjärtmedicin men har idag blivit ersatta av syntetiskt framställda ämnen med liknande struktur och egenskaper. Andra effekter är hudretande, desinficerande, ökad blodcirkulation till huden, urindrivande samt inflammationshämmande.

### Saponiner
Saponiner liknar glykosider kemiskt sett, men har egenskapen att de löddrar i vatten. Namnet saponin kommer från latinets "sapo", som betyder "tvål". Saponiner kan orsaka hemolys vid kontakt med blod och kan därför vara giftiga. På grund av denna effekt har saponiner historiskt sett använts som pilgifter, då den giftiga verkan endast uppkommer vid injektion. Vid intagande genom munnen hydrolyseras saponinen på samma sätt som glykosiden. Ämnena förekommer främst hos arter av släktet primula. Saponiner används som slemhinneretande och slemlösande. De förekommer främst i frukter som försvarsmekanism, men återfinns i hela växten i varierande mängd. Ginseng (Panax ginseng), dagens kanske mest kända medicinalväxt, innehåller saponiner som verksamma ämnen.

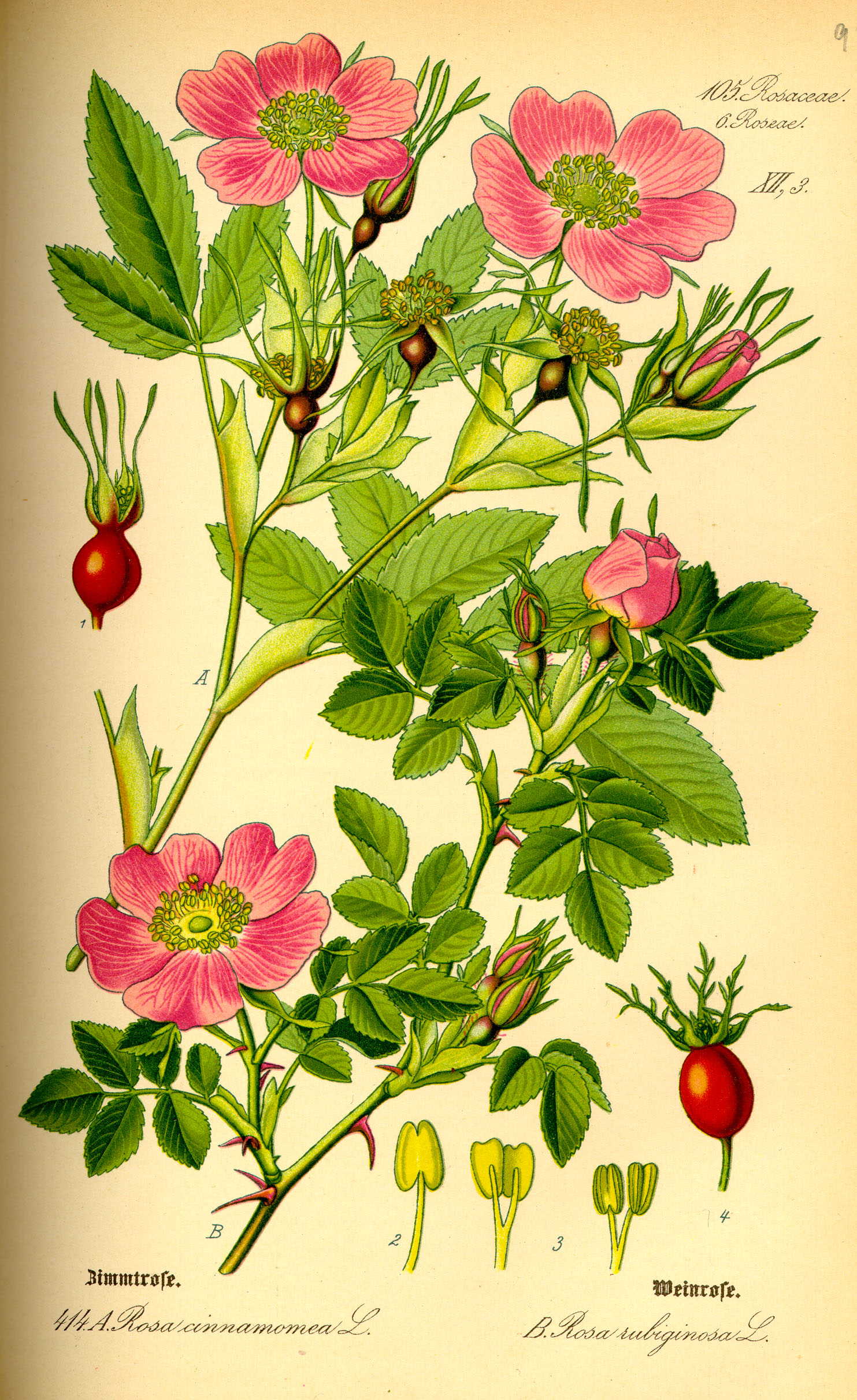
Kanelros (Rosa majalis) får sin doft av rosenolja, en eterisk olja.

### Eteriska oljor
Eteriska oljor kännetecknas av deras aromatiska doft (de är lättflyktiga) och är en komplicerad blandning av olika ämnen med övervikt av terpener och fenylpropanföreningar som inte är vattenlösliga. Viktiga beståndsdelar är även svavelhaltiga ämnen och senapsoljor. Eteriska oljor finns i speciella organ, t.ex. körtelhår, oljerum, sekretgångar och sekretceller. De eteriska oljorna används inte bara inom medicinen, utan också i parfym, kosmetika och som kryddor. Inom medicinen ges de en mängd uppgifter, bland annat fungerar ämnena i oljan som hudretningsmedel, inflammationshämmande medel, urindrivande medel, rogivande medel, desinfektionsmedel och nervmedel. Dessutom kan de användas antiseptiskt mot hudparasiter och svamp.

### Bitterämnen
Bitterämnen är kvävefria, ogiftiga och som namnet antyder bittert smakande ämnen med varierande kemisk sammansättning. De förekommer främst bland asterväxter (Asteraceae), gentianaväxter (Gentianaceae) och kransblommiga växter (Lamiaceae). Bitterämnen är lösliga i alkohol, och kan därför med fördel intagas i form av tinktur, eller medicinska viner för att stimulera matsmältningen. Man har utnyttjat bitterämnenas bittra smak, i samband med framställningen av diverse spritdrycker.

### Garvämnen
Garvämnen är en heterogen, kvävefri, vattenlöslig ämnesgrupp. Deras viktigaste egenskap är att de kan bilda olösliga föreningar med proteiner. De verkar adstringerande, och används med fördel mot åkommor som diarré, och sår i munhålan. Utvärtes används garvämnen mot bränn- och frostskador samt hemorrojder. Garvämnen har fått sitt namn för att man använder dem vid garvning av läder. Garvämnen kan delas in i två huvudtyper: hydrolyserade och kondenserade. De senare sönderfaller och omvandlas till komplexa olösliga substanser vid reaktion med syra, medan de förra sönderfaller till sackarider, gallussyra och/eller ellagsyra. De förlorar sin verkan i kontakt med syre, varför de inte har så lång hållbarhet. Man vet idag inte vad garvämnen gör i växten, men enligt en teori ska de skydda mot mikroorganismer. I några få medicinalväxter svarar garvämnen för den huvudsakliga medicinska verkan. I andra växter fungerar de i kombination med andra ämnen och i vissa kan de motverka den medicinska effekten av en drog. De är vanligt förekommande i omogna frukter, bark och blad. 

Schematisk bild av cellulosa som polymer av ?-D-glukosenheter.

### Kolhydrater
I botaniska sammanhang brukar man tala om slem, som delvis är vattenlösliga polysackarider vilka sväller i vatten. Slemmet skyddar mekaniskt mot påfrestningar på slemhinnor och liknande och verkar endast lokalt (vid beröringspunkten). Slemmet förstörs vid kokning och används därför som kallvattenextrakt. Det förekommer även mono-, di- och trisackarider samt stärkelse hos växter, men dessa används inte i medicinskt syfte. Polysackariden cellulosa är den dominerande komponenten hos växtcellernas cellvägg. Cellulosa brukar kallas för fibrer och gynnar matsmältningen, samt motverkar tarmsjukdomar. Cellulosan bryts dock inte ned i kroppen utan passerar ut tillsammans med avföringen.

### Övriga ämnen
Organiska syror, växtfetter (såsom harts), vitaminer och vaxer brukar också betecknas som verksamma ämnen hos växter. Vitaminer åtgärdar främst bristsjukdomar, såsom C-vitamin mot skörbjugg och återfinns i blad och frukter. Organiska syror används som milda avföringsdrivande medel. När harts blandas med eterolja får man en lösning, kallad balsam. Balsamet bildas hos vissa träd i sekretrum och är följaktligen kåda. Vid destillation av balsam får man harts. Hartset från indisk hampa (Cannabis sativa ssp. indica), (cannabis), används som smärtstillande vid cellgiftsbehandling, men oftare som illegalt berusningsmedel.

## Beredningsformer

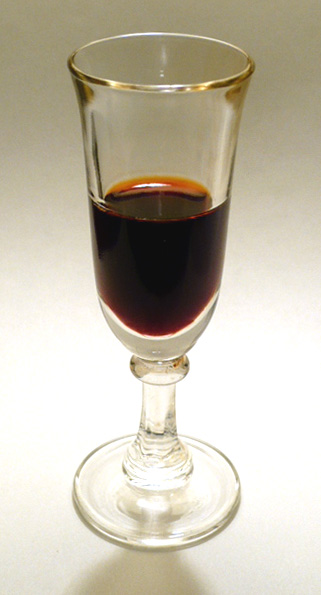
En tinktur gjord på vitpil. Tinktur är en ofta färgad lösning av extrakt ur medicinalväxter som urlakats med sprit.

För att extrahera aktiva ämnestyper ur växterna kan man gå tillväga på en mängd sätt. Det man huvudsakligen använder sig av är olika typer av teer som man framställer genom antingen dekokt eller infusion. I regel bör man använda torkade växter när man tillreder ett preparat. Färska växter kan också användas som de är, till exempel hackade eller skurna, men i mindre omfattning.

### Infusion
En infusion tillreds ungefär som när man tillreder te. Man krossar en färsk eller torkad växt, och slår över varmt eller hett vatten. Efter cirka 10-15 minuter silar man bort växterna. Infusioner är det vanligast att man gör med blommor, blad, frön eller frukter.

### Dekokt
Man häller den krossade växtdelen i kallt vatten, och låter sedan blandningen koka i 10-15 minuter. Sedan silar man bort de växtdelar som fortfarande är kvar. Dekokter bereds ofta av växtdelar med en hård struktur, till exempel bark, grenar, rötter och nötter.

### Macerat
Frukter eller frön blandas med vatten, kallt eller ljummet, och får sedan stå och dra i en längre tid. Sedan silas växterna bort och kvar blir vätskan.

### Tinktur
En tinktur tillreds av torkade växter som får dra en längre tid i alkoholhaltiga lösningsmedel.